# Laura Annie Willson
Laura Annie Willson (Halifax, 15 d'agost del 1877 - Walton-on-Thames, 17 d'abril del 1942), de cognom de soltera Buckley, fou una enginyera feminista, membre de la Unió Social i Política de les Dones i sufragista britànica. L'empresonaren dues vegades per la seua lluita política. Cofundà la Societat d'Enginyeria de Dones i fou la primera membre de la Federació de Constructors d'Habitatges.

## Biografia
Laura nasqué el 15 d'agost del 1877 a Halifax, Yorkshire, filla de Charles Buckley, obrer tintorer, i Augusta, de soltera Leaver. Va començar a treballar als deu anys "mitja jornada" en una fàbrica tèxtil local. Els xiquets obrers treballaven la meitat del dia i passaven la resta del temps a l'escola, que sovint es construïa dins del recinte de la fàbrica. Quan es casà amb George Henry Willson el1 899, era teixidora. El seu espòs era fabricant de màquines d'eina que va establir una obra d'enginyeria a Halifax, que ella ajudaria a executar. Els Willson tingueren dos fills.

### Fent campanya per al sufragi
S'implicà en el moviment sindical, i fou secretària de la branca de la Women's Labor League a Halifax al 1907. També fou secretària de la Unió Social i Política de les Dones, creada al gener del 1906.
El 1907, participà en una vaga de teixidors a Hebden Bridge, i l'arrestaren per "incitar persones a infringir l'ordre públic". En comparéixer davant el tribunal, va desafiar la legitimitat de la constitució exclusivament masculina del tribunal, i exigí ser jutjada per dones o que li proporcionassen una advocada. Fou declarada culpable i condemnada a catorze dies de presó. Quan l'alliberaren, segons els informes, Willson va dir que havia estat a la presó com una rebel, però que en sortia com un terror habitual. Setmanes després, fou una de les 75 dones arrestades després d'un míting sufragista a Caxton Hall. La sentenciaren a catorze dies a la presó de Holloway.
Al gener del 1909, Richard Haldane, secretari de Guerra, va parlar al Victòria Hall d'Halifax i els organitzadors van fer tots els possibles per a mantenir allunyades les activistes pel sufragi. Willson, però, aconseguí un seient prop de l'escenari i juntament amb altres sis suffragettes, l'interromperen tota la nit abans de ser expulsades. El seu espòs donà suport a l'activisme en la campanya de sufragi.(4)
Primera Guerra Mundial
Va ser codirectora de la fàbrica Smith Barker & Willson amb el seu espòs, que durant la Primera Guerra Mundial produïa munició. Les obreres, que hi eren majoria, eren supervisades per Laura Annie. En adonar-se que alguns obrers es quedaven sense menjar perquè els seus fills poguessen menjar, obrí un menjador de treball. Aquesta idea la seguiren les fàbriques de tot el Regne Unit.(1)

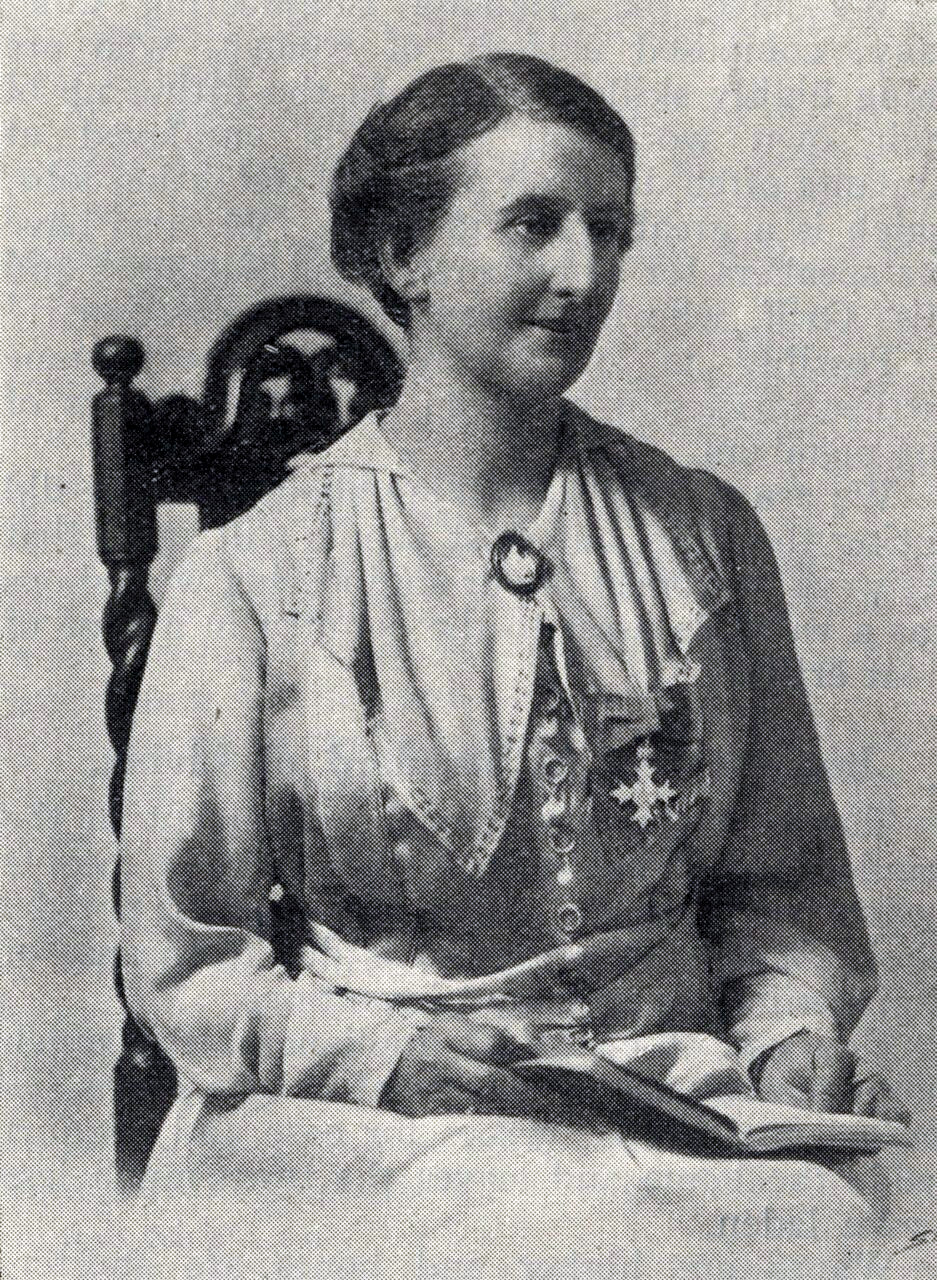
Laura Anne Willson, c.1925

### Carrera d'enginyeria

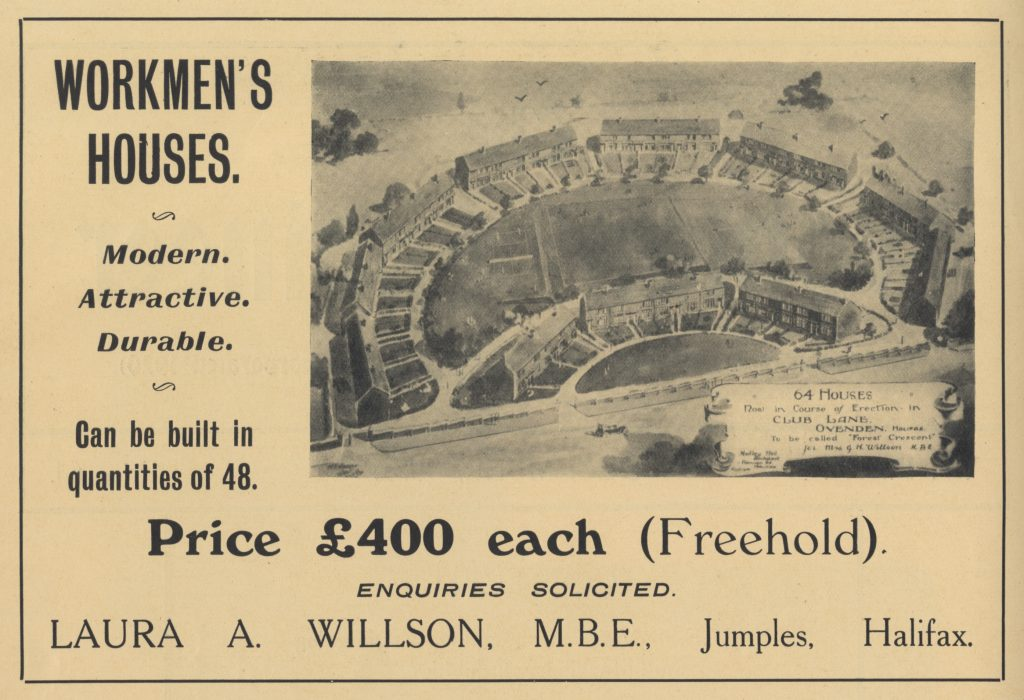
Publicitat per a les cases de Laura Annie Willson a Jumples

El 1919, cofundà la Societat d'Enginyeria de Dones (WES) amb Rachel Parsons, Margaret, Lady Moir, Lady Katharine Parsons, Eleanor Shelley-Rolls, Margaret Rowbotham i Janetta Mary Ornsby. L'objectiu n'era protegir els llocs que les dones havien ocupat en la indústria durant la Primera Guerra Mundial i promoure la igualtat d'oportunitats per a les dones en l'enginyeria. Fou presidenta de WES del 1926 al 1928.

### Construcció de cases
Fou la primera dona membre de la Federació de Constructors de Casas, i edificà 72 cases per a treballadors a Halifax els 1925–26. Cofundà l'Associació Elèctrica per a Dones el 1924, al costat de Caroline Haslett; aquest interés es reflectia en les seues urbanitzacions, amb electrodomèstics de gas i electricitat. El 1927, després de mudar-se a Surrey des de Halifax amb el seu espòs, Laura continuà com a constructora comprant terrenys d'Englefield Green.
Els seus arxius es troben al Surrey History Center.

## Premis i reconeixements
El 1917, el mateix any en què es van instituir els premis de l'Orde de l'Imperi Britànic, va rebre un MBE per la seua contribució al Treball de dones en municions.(6)